# Коппа (кирилиця)
Ҁ,ҁ (коппа) — архаїчна кирилична літера. Використовувалась в старослов'янській писемності виключно як числовий знак для 90, що точно відтворювало середньовічну грецьку систему запису чисел, відповідала грецькій літері з тією ж назвою (Ϙ), що позначала звук /q/ та також вийшла з ужитку, але зберігала роль числового знака.
У глаголиці аналогічна коппі буква відсутня.
У кирилиці знак Ҁ досить рано почав сприйматися як графічний варіант схожої на нього літери  Ч (чрьвь), так що у церковнослов'янській писемності числовим знаком для 90 стала саме ця літера.
Змішання знака Ҁ і букви Ч можна прослідкувати і в зворотному напрямі: так, шрифти білоруського першодрукаря Франциска Скорини мали характерну «коппоподібну» літеру Ч.
Назва «коппа» для кириличного знака Ҁ є умовною, нещодавно введеною за аналогією з грецькою літерою. У сучасних підручниках і словниках старослов'янської мови іноді включається до списку букв кириличної абетки та розміщується між О та П.
У сучасних кириличних алфавітах замість «коппи» для означення звука /q/ використовуються букви Қ, Ҟ, Ҡ та Ӄ, створені шляхом модифікації літери К.